# Encalypta hedbergii
Encalypta hedbergii är en bladmossart som beskrevs av Potier de la Varde 1955. Encalypta hedbergii ingår i släktet klockmossor, och familjen Encalyptaceae. Inga underarter finns listade i Catalogue of Life.